# ليفي كولويل
ليفي كولويل (مواليد 26 فبراير 2003) هو لاعب كرة قدم إنجليزي يلعب في مركز المدافع في نادي تشيلسي 

## روابط خارجية
- ليفي كولويل على موقع الاتحاد الأوربي (الإنجليزية)
- ليفي كولويل على موقع إي إس بي إن إف سي (الإنجليزية)
- ليفي كولويل على موقع قاعدة بيانات كرة القدم.إي يو (الإنجليزية)
- ليفي كولويل على موقع ناشيونال فوتبول تيمز (الإنجليزية)
- ليفي كولويل على موقع Soccerbase.com (لاعب) (الإنجليزية)
- ليفي كولويل على موقع Soccerway.com (الإنجليزية)
- ليفي كولويل على موقع عالم كرة القدم.نت (الإنجليزية)